# Chiesa di Sant'Ambrogio (Lonate Pozzolo)
La chiesa di Sant'Ambrogio è la parrocchiale di Lonate Pozzolo, in provincia di Varese e arcidiocesi di Milano; fa parte del decanato di Gallarate.

## Storia
La primitiva chiesa di Lonate, dedicata ai santi Nazario e Celso, sorse probabilmente nel VII secolo; allora la comunità lonatese dipendeva o dalla pieve di Dairago o da quella di Arsago Seprio.
 Verso il X secolo fu edificata una nuova chiesetta dedicata a sant'Ambrogio, annessa al castello dei Lunati, feudatari del paese; verso il 1200 questa cappella divenne rettoriale.

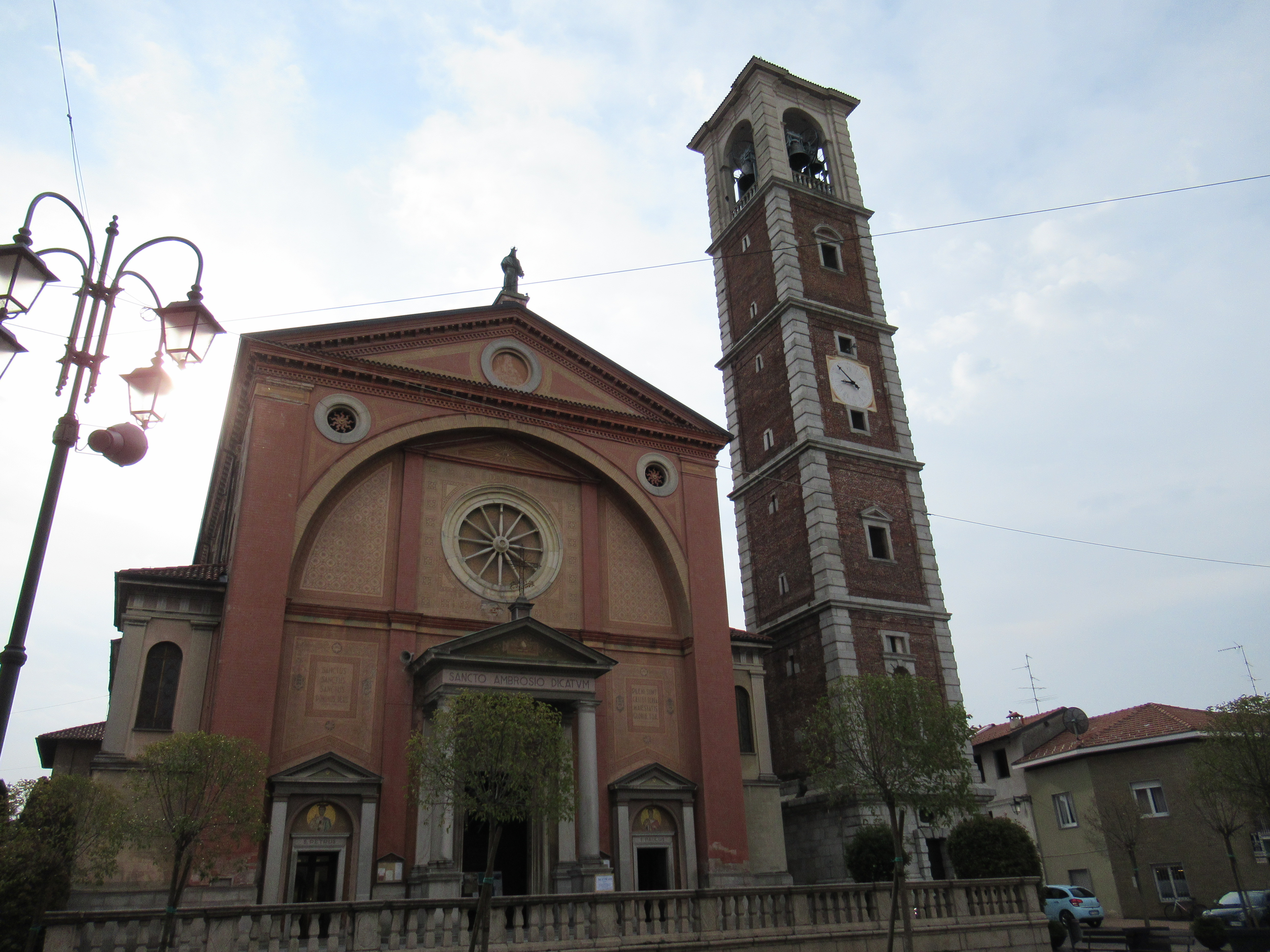
La chiesa e il campanile

Nel 1498 venne posta la prima pietra della nuova chiesetta, la cui consacrazione fu impartita l'anno seguente; tale edificio, portato a termine nel 1513, era a pianta ottagonale.
Nel 1560, con la demolizione di questa cappella, venne edificata una nuova chiesa di maggiori dimensioni e con l'aula rettangolare; nel 1567 l'arcivescovo Carlo Borromeo, compiendo la sua visita pastorale, trovò che il paese aveva due parrocchie, ovvero quella di Sant'Ambrogio e quella dei Santi Nazario e Celso.
Nel 1608 l'arcivescovo Federigo Borromeo dispose che la chiesa venisse dotata di un nuovo campanile, perché quello precedente gravava sulla muratura dell'abside; dalla relazione della visita pastorale del 1750 dell'arcivescovo di Milano Giuseppe Pozzobonelli s'apprende che a servizio della cura d'anime v'erano due parroci, che il numero dei fedeli era pari a 1600 e che la parrocchiale, in cui avevano sede le confraternite del Santissimo Sacramento e della Santa Croce, aveva come filiali gli oratori dei Santi Nazario e Celso, dei Santi Pietro e Paolo, della Beata Maria Vergine delle Grazie, di San Giovanni Battista al Lazzaretto, di Sant'Eugenio in località Tornavento, della Beata Maria Vergine nella contrada di Maggia e di Sant'Antonio della Regia Camera. Nel 1785 fu poi posto il nuovo pavimento in cotto, mentre nel 1828 venne costruito il nuovo altare maggiore da Gaetano Catella.
In seguito, tra il 1852 e il 1859 l'interno dell'edificio fu oggetto di un importante rifacimento, che ne cambiò radicalmente la conformazione.
Al termine del XIX secolo l'arcivescovo Andrea Carlo Ferrari annotò che a servizio della cura delle anime v'erano il parroco e due coadiutori e che nella parrocchiale, che aveva alle proprie dipendenze le cappelle di Santa Maria degli Angeli, della Beata Vergine delle Grazie, di Sant'Eugenio a Tornavanto, dei Santi Giovanni e Giacomo a Campagna, dell'Immacolata alla Calderona, dell'Immacolata alla Cascina Maggia e della Madonna del Carmelo, avevano sede la confraternita del Santissimo Sacramento, la pia unione delle Figlie di Maria, la compagnia di San Luigi Gonzaga e il consorzio di San Carlo.
Dopo la seconda guerra mondiale, tra il 1947 e il 1948, la chiesa venne interessata da un restauro, mentre tra il 1954 e il 1960 la facciata fu rimaneggiata.

## Descrizione

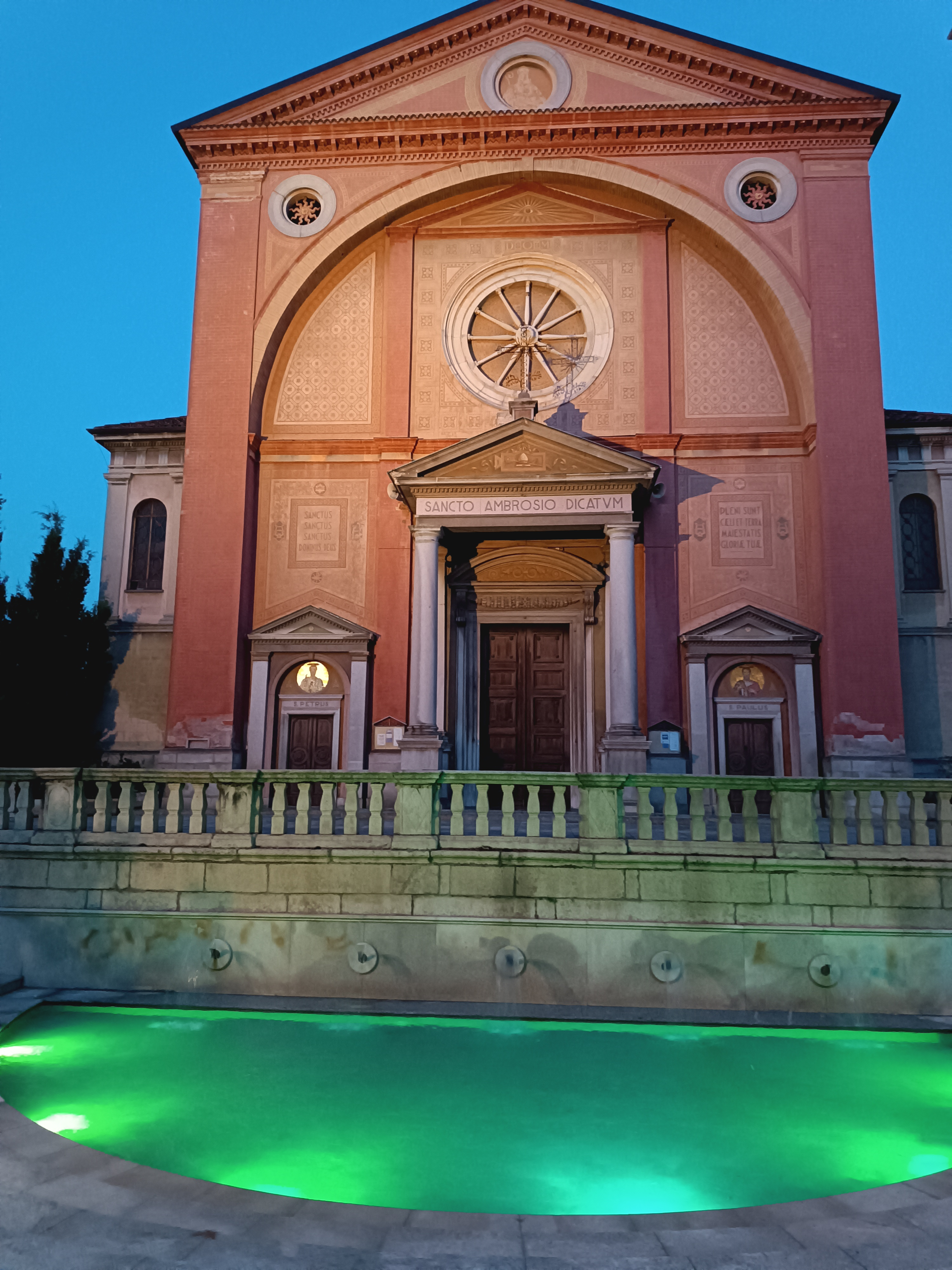
Veduta notturna della facciata della Chiesa

### Facciata
La facciata della chiesa, a capanna e in stile neorinascimentale, presenta inscritti in un grande arco il portale maggiore, anticipato dal protiro caratterizzato dalla scritta "SANCTO AMBROSIO DICATUM", i due portali minori, sovrastati da due tondi in cui sono ritratti i Santi Pietro e Paolo e dalle due iscrizioni che recitano "SANCTUS SANCTUS SANCTUS DOMINUS DEUS" e "PLENI SUNT CAELI ET TERRA MAIESTATIS GLORIAE TUAE", e il rosone; ai lati sono presenti due lesene sorreggenti il timpano di forma triangolare.

### Interno
L'interno dell'edificio si compone di un'unica navata, che è coperta da volta a botte e sulla quale s'aprono le cappelle laterali; al termine dell'aula si sviluppa il presbiterio, a sua volta chiuso dall'abside di forma poligonale.
Opere di pregio qui conservate sono gli affreschi raffiguranti i Santi Gregorio, Matteo, Marco, Luca, Giovanni, Ambrogio, Gerolamo e Agostino, la statua lignea avente come soggetto Sant'Ambrogio, i dipinti dei Santi Gervasio e Protasio e quello della Passione di Cristo e gli affreschi dell'Annunciazione e della Crocefissione di Gesù Cristo.